# Труд (Владимирская область)
Труд — посёлок в Петушинском районе Владимирской области России, входит в состав Пекшинского сельского поселения.

## География
Посёлок расположен на берегу реки Большая Липня в 10 км на запад от центра поселения деревни Пекша и в 12 км на северо-восток от райцентра города Петушки.

## История
Посёлок возник близ льнопрядильно-ткацкой фабрики (бывшей фабрики «Труд»), основанной в 1905 году фабрикантом Уткиным.
С 1929 года посёлок входил в состав Липненского сельсовета в составе Петушинского района, с 2005 года — в составе Пекшинского сельского поселения.
В 1961 году в посёлке было построено новое здание Липенской восьмилетней школы.

## Население
| 1926 | 2002 | 2010 | 2021 |
| ---- | ---- | ---- | ---- |
| 83   | ↗918 | ↘860 | ↘741 |

## Инфраструктура
В посёлке находятся Липенская Основная Общеобразовательная Школа, детский сад № 23, дом культуры.